# Aija Izaks

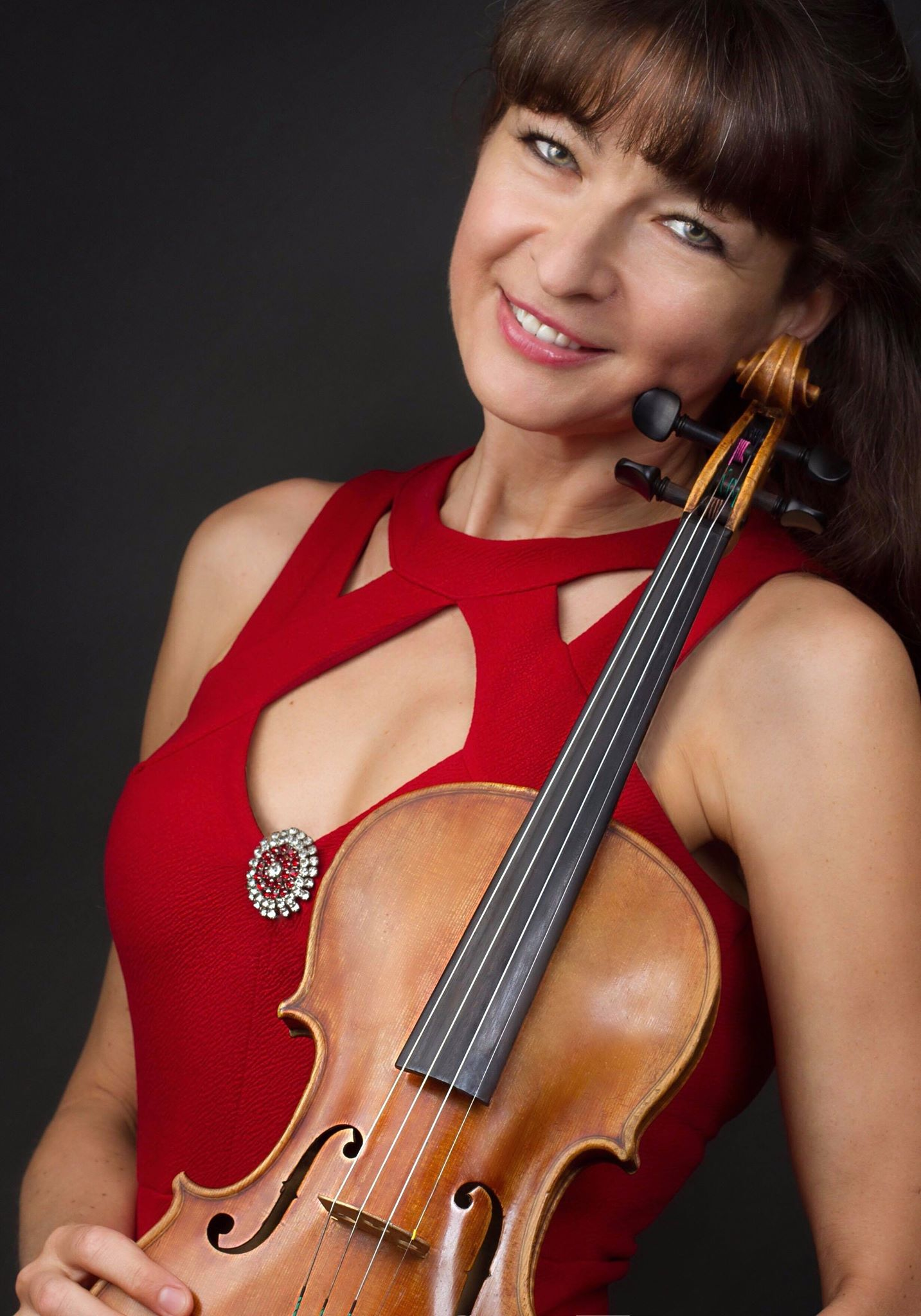

Aija Izaks (* 27. Juni 1969 in Kārsava (Lettland), als Aija Nagle) ist eine lettisch-US-amerikanische Geigerin und Model.

## Werdegang
Izaks studierte mit 18 Jahren Geige am Sankt Petersburger Konservatorium für Begabte und an der Emīls-Dārziņš-Musikschule in Riga. An der Lettischen Musikakademie Jāzeps Vītols absolvierte Aija Izaks ihren Master. Sie galt als Best Graduate of the Year.
Sowohl an der Lettischen Nationaloper in Riga als auch mit weiteren Orchestern war sie tätig, bevor sie in die USA zog, wo sie auch die amerikanische Staatsangehörigkeit erhielt. Währenddessen war sie immer wieder als Solistin, Kammermusikpartnerin oder in etwas größeren Besetzungen tätig. Größere Auftritte gab es beim ehemaligen Präsidenten George H. W. Bush und der ehemaligen First Lady Laura Bush sowie mit dem West Virginia Symphony Orchestra und bei der Party beim Super Bowl XXXVIII.
Darüber hinaus erhielt Izaks den Titel Ms. Lone Star State America 2016, wobei sie vom ehemaligen Präsidenten Barack Obama die Goldmedaille erhielt. Zudem wurde sie als Lady Texas 2017 Repräsentantin des Staates Texas (National Pageant in New Orleans, Louisiana).